# Bouchetriphora pallida
Bouchetriphora pallida är en snäckart som först beskrevs av William Harper Pease 1870.  Bouchetriphora pallida ingår i släktet Bouchetriphora och familjen Triphoridae. Inga underarter finns listade i Catalogue of Life.